# まいじつ
『まいじつ』は、『週刊実話』を刊行する日本ジャーナル出版がかつて運営していたニュースサイト。記事・コンテンツ制作は日本ジャーナル出版が行い、広告管理・サイト保守・コンサルティングなどの運営はINCLUSIVEが行っていた。サイト名は「毎日実話」の略。ただし、ネット上の極一部の議論を「物議」「炎上」「賛否両論」などと称して報道しており、フェイクニュースサイトと指摘されていたことで批判が噴出し、2024年6月5日を最後に更新を停止したのちに、サイトも閉鎖された。

## 概要
公式サイトによると、「芸能界のちょっとした裏情報、著名人の隠れた素顔、ネットで話題の泣ける話・笑える話などを「ちょっといい話」「実は◯◯な話」として紹介するWEBメディア」としている。
旧ジャニーズタレント記事や、その他一部の芸能人の記事については、似顔絵イラストレーターの彩賀ゆうのイラストを使用している。

## ライター一覧
「まいじつエンタ」の記事執筆者。
- 猿田虫彦
- 大上賢一
- 野木
- 大獄貴司
- 彅野アン
- 城門まもる
- 川崎かほ
- Tら
- ゴタシノブ
- 富岳良
- 雪之丞
- 田村瞳
- 山野あおば
- おにもり
- 松林ヒノキ
- 前田敦
- 佐藤由紀
- いずみ
- 宮村祐二

## 配信先メディア
- BIGLOBE
- Gunosy（グノシー）
- Newscafe（ニュースカフェ）
- SmartNews
- Yomerumo
- エキサイト
- ニフティ